# Santo Tomas (Davao du Nord)
Pour les articles homonymes, voir Santo Tomas.
Santo Tomas est une municipalité de la province du Davao du Nord, aux Philippines.
Sa population est de 109 269 habitants au recensement de 2010 sur une superficie de 221 km2, subdivisée en 19 barangays.